# Ekstraliga na żużlu (2002)
Ekstraliga żużlowa 2002 to trzeci, od czasu uruchomienia Ekstraligi i 55. w historii, sezon rozgrywek najwyższego szczebla o drużynowe mistrzostwo Polski na żużlu. Tytułu mistrza Polski z sezonu 2001 broniła drużyna Apatora Adriany Toruń.

## Rozgrywki

### Runda zasadnicza

#### Tabela
| Poz. | Drużyna                        | M  | Z  | R | P  | Pkt | +/-  | Kwalifikacja lub spadek |
| ---- | ------------------------------ | -- | -- | - | -- | --- | ---- | ----------------------- |
| 1    | Point S-Polonia Bydgoszcz      | 14 | 11 | 0 | 3  | 22  | +170 | Grupa mistrzowska       |
| 2    | Atlas Wrocław                  | 14 | 9  | 1 | 4  | 19  | +164 | Grupa mistrzowska       |
| 3    | Unia Leszno                    | 14 | 9  | 1 | 4  | 19  | +129 | Grupa mistrzowska       |
| 4    | Włókniarz-Candela Częstochowa  | 14 | 9  | 0 | 5  | 18  | +35  | Grupa mistrzowska       |
| 5    | Apator-Adriana Toruń           | 14 | 7  | 0 | 7  | 14  | +75  | Grupa spadkowa          |
| 6    | BGŻ S.A.-Polonia Piła          | 14 | 5  | 1 | 8  | 11  | −15  | Grupa spadkowa          |
| 7    | GKŻ Wybrzeże Gdańsk            | 14 | 2  | 2 | 10 | 6   | −265 | Grupa spadkowa          |
| 8    | Stal-Pergo Gorzów Wielkopolski | 14 | 1  | 1 | 12 | 3   | −293 | Grupa spadkowa          |

1. 1 2  Punkty w meczach bezpośrednich: Wrocław: 3, Leszno: 1.

#### Wyniki
| Gospodarz \ Gość               | BYD   | WRO   | LES       | CZE   | TOR   | PIŁ   | GDA   | GOR   |
| ------------------------------ | ----- | ----- | --------- | ----- | ----- | ----- | ----- | ----- |
| Point S-Polonia Bydgoszcz      | —     | 51–39 | 47–43     | 56–34 | 52–38 | 55–35 | 66–24 | 58–32 |
| Atlas Wrocław                  | 52–38 | —     | 41–41     | 66–24 | 47–42 | 55–35 | 68–22 | 69–21 |
| Unia Leszno                    | 47–43 | 43–47 | —         | 49–41 | 53–37 | 51–39 | 73–17 | 61–29 |
| Włókniarz-Candela Częstochowa  | 50–40 | 42–48 | 50–40     | —     | 48–42 | 58–32 | 59–31 | 58–32 |
| Apator-Adriana Toruń           | 41–49 | 54–35 | 53–37     | 50–40 | —     | 53–37 | 56–32 | 69–20 |
| BGŻ S.A.-Polonia Piła          | 41–49 | 51–39 | 43,5-46,5 | 43–46 | 50–40 | —     | 59–28 | 55–35 |
| GKŻ Wybrzeże Gdańsk            | 32–58 | 46–44 | 42–48     | 41–49 | 47–43 | 45–45 | —     | 43–47 |
| Stal-Pergo Gorzów Wielkopolski | 35–51 | 33–57 | 32–58     | 42–48 | 43–47 | 35–55 | 45–45 | —     |

### Runda finałowa

#### Grupa mistrzowska
| Poz. | Drużyna                       | M  | Z  | R | P  | Pkt | +/-  |  | BYD   | WRO   | LES   | CZE   |
| ---- | ----------------------------- | -- | -- | - | -- | --- | ---- |  | ----- | ----- | ----- | ----- |
| 1    | Point S-Polonia Bydgoszcz     | 20 | 15 | 0 | 5  | 30  | +206 |  | —     | 66–24 | 49–41 | 50–40 |
| 2    | Atlas Wrocław                 | 20 | 12 | 1 | 7  | 25  | +126 |  | 53–37 | —     | 42–48 | 39–27 |
| 3    | Unia Leszno                   | 20 | 14 | 1 | 5  | 29  | +199 |  | 53–37 | 56–34 | —     | 55–35 |
| 4    | Włókniarz-Candela Częstochowa | 20 | 9  | 0 | 11 | 18  | −33  |  | 41–49 | 43–47 | 38–52 | —     |

#### Grupa spadkowa
| Poz. | Drużyna                        | M  | Z  | R | P  | Pkt | +/-  | Kwalifikacja lub spadek |       | TOR   | PIŁ   | GDA   | GOR   |
| ---- | ------------------------------ | -- | -- | - | -- | --- | ---- | ----------------------- | ----- | ----- | ----- | ----- | ----- |
| 5    | Apator-Adriana Toruń           | 20 | 11 | 1 | 8  | 23  | +146 |                         |       | —     | 58–32 | 57–33 | 58–31 |
| 6    | BGŻ S.A.-Polonia Piła          | 20 | 7  | 2 | 11 | 16  | −25  |                         | 45–45 | —     | 64–26 | 37–53 |       |
| 7    | GKŻ Wybrzeże Gdańsk            | 20 | 5  | 2 | 13 | 12  | −291 | Baraż o utrzymanie      |       | 49–41 | 44–46 | —     | 56–34 |
| 8    | Stal-Pergo Gorzów Wielkopolski | 20 | 3  | 1 | 16 | 7   | −328 | Spadek do I. Ligi       |       | 44–46 | 49–41 | 41–49 | —     |

### Baraż o Ekstraligę żużlową 2003
| Baraż |        | Wybrzeże Gdańsk 7. miejsce | 89:84 | Puls Start Gniezno 2. miejsce w I. Lidze żużlowej |
| ----- | ------ | -------------------------- | ----- | ------------------------------------------------- |
| Baraż | 14 paź | Puls Start Gniezno         | 49:41 | Wybrzeże Gdańsk                                   |
| Baraż | 18 paź | Wybrzeże Gdańsk            | 48:35 | Puls Start Gniezno                                |

Źródło: Ekstraliga – Speedway w Polsce 2002

### Końcowa klasyfikacja
| Ekstraliga żużlowa 2002 | Ekstraliga żużlowa 2002                                      |
| ----------------------- | ------------------------------------------------------------ |
|                         | Point S-Polonia Bydgoszcz Drużynowy Mistrz Polski (7. tytuł) |
|                         | Unia Leszno                                                  |
|                         | Atlas Wrocław                                                |
| 4.                      | Włókniarz-Candela Częstochowa                                |
| 5.                      | Apator-Adriana Toruń                                         |
| 6.                      | BGŻ S.A. Polonia Piła                                        |
| 7.                      | Wybrzeże Gdańsk                                              |
| 8.                      | Stal-Pergo Gorzów Wielkopolski Spadek do 1. Ligi żużlowej    |